# Stuurbaard Bakkebaard
Stuurbaard Bakkebaard (ook wel SBBB) is een Nederlandse band, ontstaan in 1996.
Aanvankelijk veelvuldig vergeleken met artiesten zoals G. Love, Tom Waits en de Kift. De band staat bekend om het onconventionele gebruik van hun instrumenten. In later werk wordt het experiment in toenemende mate opgezocht. De band krijgt internationaal aandacht.

## Biografie
In de periode 1996-2002 werkt Stuurbaard Bakkebaard nog als naamloos duo. De nummers maken ze ter plekke, tijdens het spelen. In 1997 wordt het duo aangevuld met een slagwerker, waarna de naam Stuurbaard Bakkebaard ontstaat. In 2001 verschijnt het eerste album Chuck. Eerst uitgebracht in eigen beheer, maar al gauw overgenomen door platenlabel Munich Records. De band speelt veelvuldig met de Kift. Kort na de uitgave van Chuck staat de band op festivals als Lowlands, Noorderslag, Oerol, Crossing Border, Motel Mozaïque en meer. In 2002 deelt SBBB regelmatig het podium met Krang, een band waarin ook André Manuel speelt.
In 2003 neemt de band in zes dagen tijd het tweede album op, getiteld Mercedes. De vrijheid van het live-gevoel staat centraal, een groot deel van de plaat ontstaat tijdens deze opnames.
Stuurbaard Bakkebaard toert met Kaizers Orchestra. In het najaar van 2004 volgt een tour met de band Fokofpolisiekar in Zuid-Afrika. In 2005 verschijnt de derde plaat Whistle Dixie in mei, gevolgd door een uitgebreide clubtour. Stuurbaard Bakkebaard maakt daarna muziek voor de Vlaamse film C'est arrivé près de chez vous, en voert dit live in combinatie met de film uit in bioscoopzalen en clubs. Stuurbaard Bakkebaard leverde een bijdrage aan het album 7 van de Kift. De band speelt op het Franse festival Transmusicales de Rennes.
Daarnaast is de band in samenwerking met beeldend kunstenaar Rik van Iersel verantwoordelijk voor het opzetten van het Beukorkest; een project dat stijlen combineert tussen avantgarde, hiphop, thrash, funk, Americana, spoken word en blues. Tot wel vijftien muzikanten worden uitgenodigd voor een serie gezamenlijke optredens, met minimale voorbereiding. Deze muzikanten hebben veelal zeer uiteenlopende achtergronden, het experiment staat voorop. Tijdens het Beukorkest ontstond de samenwerking tussen Stuurbaard Bakkebaard en DJ DNA (voormalig lid van Urban Dance Squad), die uiteindelijk het vierde bandlid wordt.
In 2009 wordt de vierde plaat L'Amour wordt uitgebracht. Door de toevoeging van de beats, scratches en samples van DJ DNA klinkt het nieuwe werk van de band herkenbaar, maar meer "elektrisch".
Na een pauze van ongeveer een jaar gaat SBBB begin 2011 aan de slag met muziek voor de film Doodslag van regisseur Pieter Kuijpers met in de hoofdrollen Theo Maassen, Maryam Hassouni en Gijs Scholten van Aschat.
De film gaat in première op 3 januari 2012 en zal vervolgens vanaf 12 januari in de Nederlandse bioscopen te zien zijn.
Met de productie van de filmmuziek is eveneens de basis gelegd voor SBBB’s vijfde album, ‘Boys Do Cry’…
Het album werd geproduceerd i.s.m. henzelf op een magische locatie in het meest inspirerende deel van Eindhoven (Klokgebouw op Strijp-S) en evenals zijn voorganger uitgebracht door [PIAS] Recordings. 
Teruggekeerd naar de oorspronkelijke bezetting (Timo van Veen, Marc Koppen, Onno Kortland) volgt er een Nederlandse clubtour in maart, april en mei 2013.

## Discografie
- Chuck (Munich records 2001)
- Mercedes (Munich records 2003)
- Whistle Dixie (Munich records 2005)
- L'Amour ([PIAS] recordings 2009)
- Boys Do Cry ([PIAS] recordings 2013)